# Покровский, Алексей Иванович (врач)
Алексе́й Ива́нович Покро́вский (1880—1958) — врач-офтальмолог, профессор Воронежского государственного университета и медицинского института.

## Биография
Родился в 1880 в селе Присеки Бежецкого уезда Тверской губернии.
В 1908—1958 гг. — ассистент глазной клиники Московских высших женских курсов, участник Первой мировой войны, военврач, заведующий Ферганской глазной больницей, заведующий глазной клиникой, заведующий кафедрой глазных болезней Воронежского государственного университета, Воронежского государственного медицинского института.
Избирался депутатом Верховного Совета РСФСР 3-го созыва.
Умер в 1958 году в Воронеже.